# Neunkirchen (Bernkastel-Wittlich)
Neunkirchen (pronunciación en alemán: /ˈnɔɪ̯nˌkɪʁçn̩/ⓘ) es un municipio situado en el distrito de Bernkastel-Wittlich, en el estado federado de Renania-Palatinado (Alemania). Su población estimada a finales de 2016 era de 155 habitantes.
Se encuentra ubicado en el centro-norte del estado, al este de la ciudad de Tréveris y cerca de la orilla del río Mosela, un afluente del Rin por la izquierda.